# Максунова, Валентина Дмитриевна
Валентина Дмитриевна Максунова (10 января 1911, Рыбинский район, Ивановская Промышленная область — 1995) — советская лыжница, чемпионка и призёр чемпионатов СССР, заслуженный мастер спорта СССР (1943). Участница Великой Отечественной войны, кавалер ордена Отечественной войны II степени. Выпускница школы тренеров имени Лесгафта при ГДОИФКе.

## Спортивные результаты
- Чемпионат СССР по лыжным гонкам 1935 года:
  - Смешанная эстафета 10×5 км — ;
- Чемпионат СССР по лыжным гонкам 1936 года:
  - Гонка на 10 км — ;
  - Гонка на 15 км — ;
- Чемпионат СССР по лыжным гонкам 1937 года:
  - Гонка на 5 км — ;
- Чемпионат СССР по лыжным гонкам 1938 года:
  - Эстафета 3×5 км — ;
- Чемпионат СССР по лыжным гонкам 1939 года:
  - Эстафета 4×5 км — ;
- Чемпионат СССР по лыжным гонкам 1944 года:
  - Эстафета 3×5 км — ;
  - Бег санитарных команд 5 км — ;
- Чемпионат СССР по лыжным гонкам 1945 года:
  - Бег санитарных команд 5 км — ;
- Чемпионат СССР по лыжным гонкам 1946 года:
  - Эстафета 3×5 км — ;
- Чемпионат СССР по лыжным гонкам 1947 года:
  - Эстафета 3×5 км — ;
- Чемпионат СССР по лыжным гонкам 1948 года:
  - Эстафета 4×5 км — ;

## Семья
Максунов, Алексей Яковлевич (1903—1937) — супруг, советский легкоатлет (стайер), чемпион и призёр чемпионатов СССР, рекордсмен СССР, Заслуженный мастер спорта СССР (1934), один из первых спортсменов страны, удостоенных этого звания. Лейтенант госбезопасности. Автор 12 рекордов страны.